# Gliese 832
Gliese 832 (GJ 832) és un estel a la constel·lació de la Grua, situada a l'est d'α Indi. De magnitud aparent +8,67, és massa tènue per ser observada a ull nu. S'hi troba a 16,1 anys llum de distància del sistema solar. Hom sap de l'existència de 2 planetes extrasolars en òrbita al voltant d'aquest estel.
Com tantes altres estels del nostre entorn, Gliese 832 és una nana vermella amb tipus espectral de M3.0V o M1.5V. La seva massa estimada és el 45% de la massa solar i posseeix una lluminositat entorn del 0,7% de la lluminositat solar. Així i tot és unes 50 vegades més lluminosa que Proxima Centauri, la nana vermella més propera a la Terra. Les seves característiques físiques són semblants a les de Groombridge 34 A, encara que a diferència d'aquesta no existeix constància que Gliese 832 siga un estel fulgurant. La seva abundància relativa de ferro és aproximadament la meitat que en el Sol.
Els sistemes estel·lars més propers a Gliese 832 són Lacaille 8760, a 4,2 anys llum, i ε Indi, a 4,8 anys llum.

## Sistema planetari
El 2008 es va anunciar el descobriment d'un planeta gasós en òrbita al voltant de Gliese 832, denominat Gliese 832 b. Té una massa mínima de 0,64 vegades la massa de Júpiter i es mou a una distància de 3,4 ua de l'estel. El seu període orbital és d'aproximadament 9,4 anys. Al juny de 2014 es va reportar la troballa d'una probable Súper-Terra en una òrbita interior anomenada Gliese 832 c. Té una massa 5 vegades superior a la de la Terra i orbita a uns 0,16 ua del seu sol amb un període de translació de 36 dies, la qual cosa la situa a la zona habitable de l'estel, la qual cosa, al principi, la faria apta per sustentar vida extraterrestre.